# Gonomyia (Gonomyia) filicauda filicauda
Gonomyia (Gonomyia) filicauda filicauda is een ondersoort van de tweevleugelige Gonomyia (Gonomyia) filicauda uit de familie steltmuggen (Limoniidae). De ondersoort komt voor in het Nearctisch gebied.